# The Redline
The Redline è un EP del gruppo musicale italiano Living Corpse autoprodotto e pubblicato nel 2005.
In ordine cronologico si tratta del primo disco inciso dal gruppo italiano.

## Tracce
1. Born Without Sense – 2:45 (Emanuele Ciancio, Rafael Felletti)
2. Rise Up! – 3:03 (Emanuele Ciancio, Rafael Felletti)
3. Free Inside – 3:06 (Emanuele Ciancio, Rafael Felletti)
4. The Redline – 4:16 (Emanuele Ciancio, Rafael Felletti)
5. Alone – 3:51 (Emanuele Ciancio, Rafael Felletti)
6. Oxumaré – 5:29 (Emanuele Ciancio, Rafael Felletti)

Durata totale: 22:30

## Formazione
- Rafael Felletti - voce
- Emanuele Ciancio - chitarra
- Mauro Lacertosa - basso
- Daniele Di Giorgio - batteria